# Медикус, Людвиг
Лю́двиг Ме́дикус (1 декабря 1847, Кайзерслаутерн — 11 октября 1915, Вюрцбург, Королевство Бавария) — немецкий химик, фармацевт.

## Биография
В детстве жил в Бергцаберне, окончил гимназию в Цвайбрюккене. С 1865 года работал в частной лаборатории К. Р. Фрезениуса. С 1866 года учился в Тюбингенском университете (в 1868/69 — в Мюнхенском университете), который окончил в 1870 году, защитив докторскую диссертацию «Einwirkung der Aldehyde auf Amide» (рус. «Воздействие  альдегидов на амиды»).
Участвовал в войне 1870/71; был ранен, попал в плен.
С 1981 года работал в Вюрцбурге ассистентом Адольфа Штреккера, после его смерти (1871) — у Й. Вислиценуса.
В 1876 году отказался от приглашения во Флоренцию. С 1881 года — экстраординарный профессор фармацевтики и технологий, с 1900 — ординарный профессор прикладной химии и фармации Вюрцбургского университета. Одновременно с 1884 года — директор созданного в Вюрцбурге научно-исследовательского института продовольствия.

### Семья
Отец — Карл Людвиг Фердинанд (нем. Carl Ludwig Ferdinand; 1818—1900; личное дворянство Баварии с 1887), сын Людвига Вальрада Медикуса (1771—1850) и Иоганны Каролины Лангсдорф (1789—1828); доктор права, земельный комиссар в Бергцаберне, с 1871 — окружной помощник в Кайзерслаутерне, с 1879 — советник баварского административного суда.
Мать — Мари Клоссманн (нем. Marie Clossmann; 1818—1892), дочь Карла Александра Клоссмана (нем. Karl Alexander Clossmann; 1781—1831), советника апелляционного суда в Цвайбрюккене, и Шарлотты Теннер (нем. Charlotte Tenner).
Жена; сын.

## Научная деятельность
В абилитационной диссертации (1874) сформулировал структуру мочевой кислоты и дал структурные формулы пуриновых производных (ксантина, кофеина, гуанина и др.). Правильность его теории экспериментально подтвердил Эмиль Фишер.
Опубликовал работы о вине, о составе воды, об обнаружении следов металлов в пищевых продуктах и о суррогатах кофе. Автор четырёх учебников по различным аналитическим методам, по химической технологии, а также фармацевтического практикума.